# Aloe Blacc
Aloe Blacc, vlastním jménem Egbert Nathaniel Dawkins III (* 7. ledna 1979, Laguna Hills, Kalifornie, USA) je americký zpěvák a rapper. Narodil se panamským rodičům v Orange County, vyrůstal v Laguna Hills a studoval na Univerzitě Jižní Kalifornie. Hudbě se věnoval již od dětství, prvním nástrojem mu byla trubka. V roce 1995 začal s producentem Exilem vystupovat v duu nazvaném Emanon. Své první sólové studiové album Shine Through vydal v roce 2006, následovala alba Good Things (2010) a Lift Your Spirit (2013).

## Diskografie
Studiová alba
- Shine Through (2006)
- Good Things (2010)
- Lift Your Spirit (2013)
- Christmas Funk (2018)
- All Love Everything (2020)